# Villa de Cos (kommun)
Villa de Cos är en kommun i Mexiko.   Den ligger i delstaten Zacatecas, i den centrala delen av landet, 500 km nordväst om huvudstaden Mexico City. Antalet invånare är 34 328. Arean är 6 405 kvadratkilometer.
Terrängen i Villa de Cos är huvudsakligen kuperad, men den allra närmaste omgivningen är platt.
Följande samhällen finns i Villa de Cos:
- Villa de Cos
- Gonzales Ortega
- La Colorada Estación de Ferrocarril
- Emiliano Zapata
- San Ramón
- Tierra y Libertad
- Primero de Mayo
- Aldea de Codornices
- Vicente Guerrero
- Agua Nueva
- Los Amarillos
- La Campechana
- San Felipe
- Allende
- Rucio Dos
- El Zapote